# Trachelyopterus
Trachelyopterus  — рід з підродини Auchenipterinae родини Auchenipteridae ряду сомоподібних. Має 16 видів.

## Опис
Загальна довжина представників цього роду коливається від 14 до 22 см. Голова невеличка. Очі маленькі. Мають великий рот, навколо якого є 3 пари вусиків. Тулуб помірно кремезний без луски. Спинний плавець високий з загостреним шипом, з короткою основою. Грудній плавці мають жорсткі шипи. Черевні плавці маленькі. Жировий плавець маленький. Анальний плавець великий, довгий. Хвостовий плавець широкий, округлений.
Забарвлення темно- або світло-коричневого, оливкового, світло-сірого, чорного кольору з темними плямочками з боків, особливо у верхній частині. Черево світле.

## Спосіб життя
Воліють заболочені ділянки річок. Можуть довгий час терпіти брак кисню у воді. Активні вночі. Вдень ховаються серед корчів біля дна. Живляться дрібною рибою і хробаками, а також фруктами, що впали в воду.
Запліднення внутрішнє. Самиця може зберігати сперму самця в організмі протягом декількох місяців.

## Розповсюдження
Поширені у водоймах від Перу до Аргентини.

## Види
- Trachelyopterus albicrux
- Trachelyopterus amblops
- Trachelyopterus analis
- Trachelyopterus brevibarbis
- Trachelyopterus ceratophysus
- Trachelyopterus coriaceus
- Trachelyopterus fisheri
- Trachelyopterus galeatus
- Trachelyopterus insignis
- Trachelyopterus isacanthus
- Trachelyopterus lacustris
- Trachelyopterus leopardinus
- Trachelyopterus lucenai
- Trachelyopterus peloichthys
- Trachelyopterus striatulus
- Trachelyopterus teaguei

## Тримання в акваріумі
Потрібно акваріум від 150 літрів. На дно укладають суміш дрібного і середнього піску, а також корчі, під якими риби знайдуть собі притулок. Рослини не потрібні. Мирні, але дрібні риби зникають безслідно. Утримувати можна по декілька штук чи поодинці. З іншими рибами не конфліктують. Сусідами можуть бути геофагуси, скати, хальцеуси, буленжерелли.
Дуже невибагливі. У неволі охоче вживають шматочки риби, креветки, різаних дощових черв'яків. З технічних засобів знадобиться малопотужний внутрішній фільтр для створення невеликого течії. Температура тримання повинна становити 20—25 °C.